# Arrel quadrada
En matemàtiques, una arrel quadrada d'un nombre real no negatiu x és qualsevol nombre real positiu que, multiplicat amb si mateix, dona x. Per exemple, l'arrel quadrada de 16 és 4.
L'arrel quadrada principal {\displaystyle {\sqrt {x}}} d'un nombre real no negatiu x és l'única arrel quadrada no negativa (si existeix). Per exemple {\displaystyle {\sqrt {16}}=4}, mentre que {\displaystyle {\sqrt {16}}\neq -4}. Sovint s'utilitza només arrel quadrada per anomenar l'arrel quadrada principal.
Les arrels quadrades són importants en la resolució d'equacions quadràtiques.
La generalització de la funció arrel quadrada als nombres negatius dona lloc als nombres imaginaris i al cos dels nombres complexos.
El símbol de l'arrel quadrada es va emprar per primera vegada en el segle xvi. S'ha especulat que va tenir el seu origen en una forma alterada de la lletra r minúscula, que representaria la paraula llatina "radix", que significa "arrel".

## Propietats
Les següents propietats de l'arrel quadrada són vàlides per a tots els nombres reals no negatius x, y:
{\displaystyle {\sqrt {xy}}={\sqrt {x}}{\sqrt {y}}}
{\displaystyle {\sqrt {\frac {x}{y}}}={\frac {\sqrt {x}}{\sqrt {y}}}}
{\displaystyle {\sqrt {x^{2}}}=\left|x\right|} per a tot nombre real x (vegeu valor absolut)
{\displaystyle {\sqrt {x}}=x^{\frac {1}{2}}}
La funció arrel quadrada, en general, transforma nombres racionals en nombres algebraics; {\displaystyle {\sqrt {x}}} és racional si i només si x és un nombre racional que pot escriure's com a fracció de dos quadrats perfectes. Si el denominador és 1² = 1, llavors es tracta d'un nombre natural. No obstant això, {\displaystyle {\sqrt {2}}} és irracional.
La funció arrel quadrada transforma la superfície d'un quadrat en la longitud del seu costat.

## Extreure factors
Per extreure factors d'una arrel, és a dir, deixar-los en forma de potències multiplicant per l'arrel, s'han de treure dividint per l'índex. Tenim una arrel d'índex 3. A dins, tenim {\displaystyle 2^{8}\cdot 9}.
Per deixar a fora (multiplicant per l'arrel) tot el que es pugui, primer s'ha de veure tot el que podem extreure: Si hi ha un {\displaystyle 2^{8}}, es descompon una part, deixant-ho a {\displaystyle 2^{6}\cdot 2}. El 9 no es pot extreure, perquè descompost és {\displaystyle 3^{2}}, i el seu exponent no es pot dividir entre l'índex, que en aquest cas és 3.
Quedarà: {\displaystyle 2^{2}} arrel de {\displaystyle 2^{2}\cdot 9}, perquè 6 (exponent del 2 quan estava inclosa a l'arrel) dividit entre 3 (índex de l'arrel) és igual a 2 (i és la potència que li queda al 2 exclòs de l'arrel).

## Mitjana geomètrica
La mitjana geomètrica de dos nombres reals no negatius x, y és:
{\displaystyle m_{g}={\sqrt {xy}}}
Compleix la desigualtat:
{\displaystyle m_{g}\leq m_{a}},
on {\displaystyle \ m_{a}} és la mitjana aritmètica: {\displaystyle m_{a}={\frac {x+y}{2}}}.
A més:
{\displaystyle \ m_{g}=m_{a}} si i només si {\displaystyle \ x=y}, ja que
{\displaystyle {\frac {x+x}{2}}=x}, i {\displaystyle {\sqrt {xx}}=x}.